# Halvfabrikat

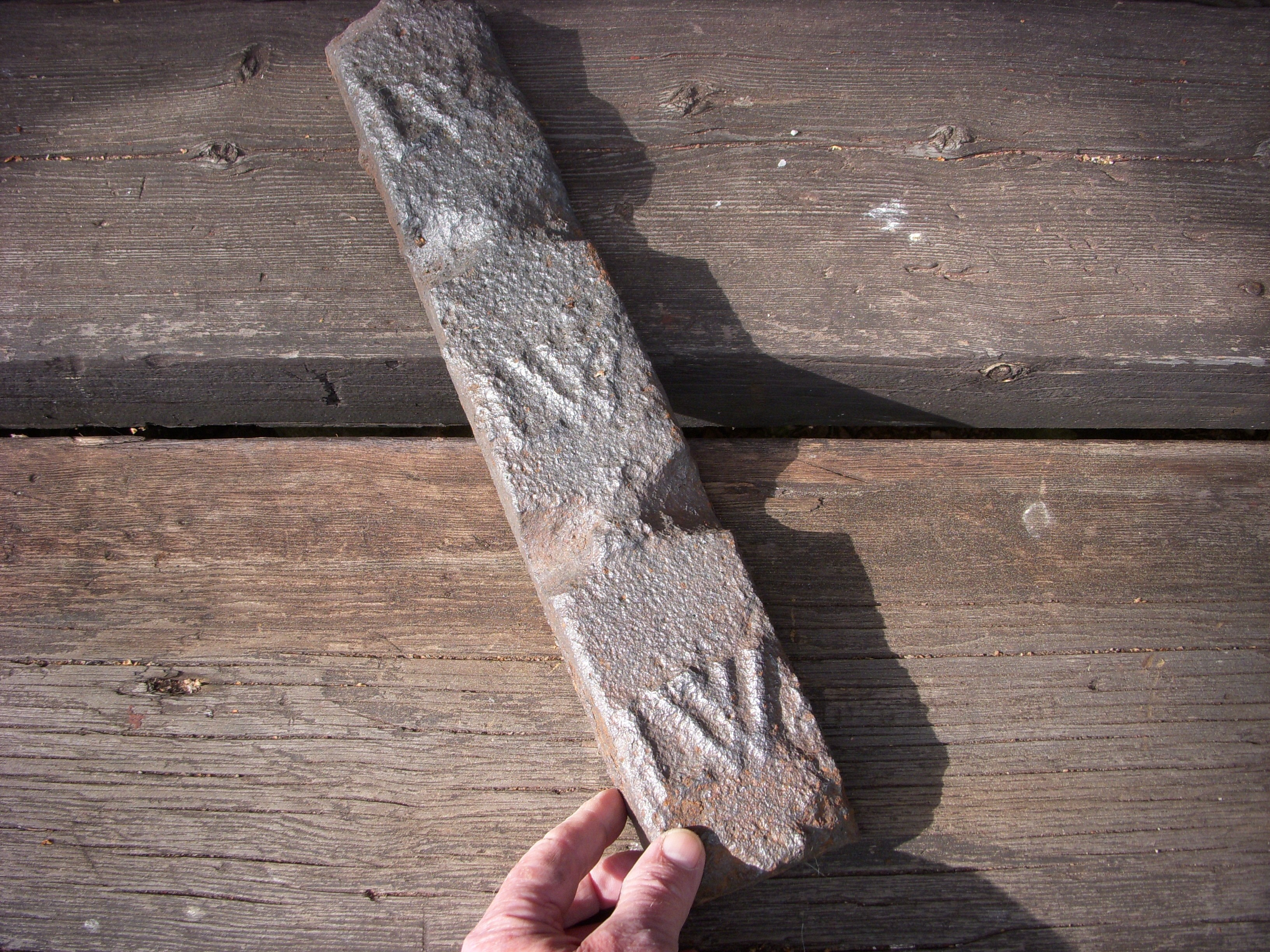
Tackjärn framställs ur järnmalm, och förädlas till andra produkter.

Ett halvfabrikat är en vara som förädlats industriellt från råvaror. Råvarorna används som insatsvaror i förädling, snarare än att konsumeras.
Några exempel på halvfabrikat är tackjärn, mjöl och brädor. Många kemikalier, som svavelsyra och bränd kalk, är halvfabrikat.

## Livsmedel
Exempel på livsmedel som halvfabrikat är shake-and-bake, pepparkaksdeg och pannkaksmix.